# Аномеры
Аномеры — стереоизомеры моносахаридов, находящиеся в циклической пиранозной или фуранозной форме, и отличающиеся конфигурацией ацетального атома углерода (аномерного центра). Термин «аномеры» применяется преимущественно в химии сахаров.
Для обозначения аномеров используют альфа-\бета-номенклатуру.
Согласно рекомендациям ИЮПАК альфа-изомером называют тот, в котором экзоциклический атом кислорода при аномерном центре формально находится в цис-положении в проекции Фишера к кислороду, присоединённому к реперному атому углерода. Бета-изомером будет называться аномер с транс-ориентацией упомянутых группировок. Реперным атомом в простейших случаях является конфигурационный атом, ответственный за отнесение к D- или L-сахарам.
В случае простейших гексоз альфа-изомером будет тот, в котором заместитель при аномерном центре в проекции Хеуорса находится с противоположной стороны плоскости кольца от гидроксиметильного заместителя.

α- и β-аномеры D-глюкопиранозы

Если аномерный центр является полуацеталем (то есть один из заместителей гидроксил), то оба аномера находятся в равновесии. Превращение одного аномера в другой называется мутаротацией.